# Вобла
Вобла (Rutilus caspicus) — вид риб роду плітка (Rutilus).

## Поширення
Вобла поширена у північній та північно-західній частині Каспійського моря, заходить до Волги, Уралу, Емби, Тереку і Кури на нерест.

## Опис
Належить вобла до прісноводно-солонуватоводних риб. Тіло видовжене, досить високе, сплюснуте з боків, покрите маленької лускою сірого кольору. На боках є плями біло-золотистого кольору. Плавці вобли сірого кольору, краях яких мають темну окантовку. Паща вобли розташована біля закінчення писка.
На зиму тіло вобли покривається товстим шаром слизу, який захищає її від холоду.
Вобла є відносно великою рибою серед представників роду плітка, середня вага — близько 800 г, середній розмір — 30-35 см, але трапляються екземпляри, що сягає 45 см довжини та 2 кг ваги.
Вобла має промислове значення, у продаж потрапляє у в'яленому та сушеному вигляді.

## Розмноження
За своє життя вобла розмножується в середньому 5-6 разів. Нерест у вобли починає наприкінці зими або на початку весни, тоді вона збивається в зграї, косяки, та мігрує у прісні річкові води. За нерестовища риба вибирає не тільки гирла річок та струмків, але й заводі, протоки, які поросли очеретом та іншою рослинністю. Перед початком ікрометання вобла перестає приймати їжу і живе шляхом накопичених за зиму жирів. Після нересту вобла повертається в море.

## Харчування
Вобла всеїдна риба, якщо їжі не багато, вживає також і рослинну. Дорослі особини харчуються рачками, молюсками, зоопланктоном, різними личинками. Сама ж вобла є кормом для нерпи та осетрових Каспійського моря.